# Governador-Geral da Federação da Rodésia e Niassalândia
Esta é uma lista dos homens que serviram como Governador-Geral da Federação da Rodésia e Niassalândia (também conhecida como a Federação da África Central). A Federação foi formada no dia 1 de agosto de 1953 a partir das antigas colónias da Rodésia do Sul, Rodésia do Norte e Niassalândia, e foi formalmente dissolvida em 31 de dezembro de 1963.
Como Salisbury (agora Harare) tornou-se a capital da Federação e já era a da Rodésia do Sul, a Casa do Governo, anteriormente usada como residência do Governador da Rodésia do Sul, tornou-se a residência do Governador-Geral da Federação. Durante esse tempo, o governador da Rodésia do Sul residia na Governor's Lodge, no subúrbio de Highlands.

## Governadores-Gerais da Federação da Rodésia e Niassalândia (1953-1963)
| Tomou posse           | Deixou o cargo         | Nome (Nascimento - Morte)                | Comentários     |
| --------------------- | ---------------------- | ---------------------------------------- | --------------- |
| 4 de setembro de 1953 | 24 de janeiro de 1957  | Lorde John Llewellin (1893-1957)         | Morreu no cargo |
| 24 de janeiro de 1957 | Fevereiro de 1957      | Sir Robert Clarkson Tredgold (1899–1977) | Interino        |
| Fevereiro de 1957     | 8 de outubro de 1957   | Sir William Lindsay Murphy (1888–1965)   | Interino        |
| 8 de outubro de 1957  | Maio de 1963           | Conde Simon Ramsay (1914-1999)           |                 |
| Maio de 1963          | 31 de dezembro de 1963 | Sir Humphrey Gibbs (1902-1990)           | Interino        |